# MLKS Baszta Bytów
Międzyzakładowy Ludowy Klub Sportowy Baszta Bytów – polski klub kolarski powstały w 1957.

## Historia[1]
Założony w 1957, początkowo występował pod szyldem LKS Bytovia Bytów. Aktualna nazwa pojawiła się rok po założeniu. W latach 1969–1973, gdy patronat nad klubem sprawowała Gminna Spółdzielnia „Samopomoc Chłopska”, klub nosił nazwę LKS Spółdzielca. Przez wiele lat Baszta, prócz kolarskiej, składała się z innych sekcji m.in. siatkarskiej, tenisa stołowego, judo. W latach 1979–1992 pod szyldem klubu występowali również piłkarze. W 1993 powstała sekcja lekkoatletyczna.
Najsłynniejszym kolarzem Baszty Bytów jest Czesław Lang, wicemistrz z igrzysk olimpijskich w Moskwie.